# Бад-Берка
Бад-Берка (нім. Bad Berka) — місто в Німеччині, розташоване в землі Тюрингія. Входить до складу району Ваймарер-Ланд.
Площа — 55,27 км2. Населення становить 7355 ос. (станом на 31 грудня 2021).